# 郑陆镇
郑陆镇隶属于中国江苏省常州市天宁区，是一个乡镇级行政单位。

## 行政区划
郑陆镇下辖以下地区：
郑陆社区、东青社会社区（含东青村村委）、焦溪社区（含焦溪村村委）、三河口社区（含三河口村村委）、徐家村、董墅村、施家巷村、三皇庙村、黄天荡村、羌家村、花园村、和平村、青松村、武城村、石堰村、省岸村、横沟村、舜南村、查家湾村、粮庄桥村、舜北村、翟家湾村、丰北村、梧岗村、牟家村、新沟桥村和宁河村。